# Деріївський заказник
Дері́ївський зака́зник — загальнозоологічний заказник місцевого значення в Україні. Об'єкт розташований на території Онуфріївського району Кіровоградської області, поблизу села Успенка. 
Площа — 100 га, статус отриманий у 1993 році.